# Brebeneskul
Le Brebeneskul est une montagne qui s'élève à 2 036 m d'altitude dans le massif de la Tchornohora appartenant aux Carpates orientales en Ukraine.
Entre le Hutyn Tomnatyk (2 016 mètres) et le Brebeneskul se trouve le lac Brebeneskul (de), à 1 801 mètres d'altitude, lac le plus élevé d'Ukraine, qui appartient au bassin versant de la Tisa. L'étymologie de ces noms remonte au voïvodat médiéval de Marmatie qui était alors peuplé de valaques : en roumain, Brebenescul signifie « peuplé de bièvres » et Tomnatic « automnal ».
L'ensemble du massif été inclus dans la réserve de biosphère des Carpates orientales.

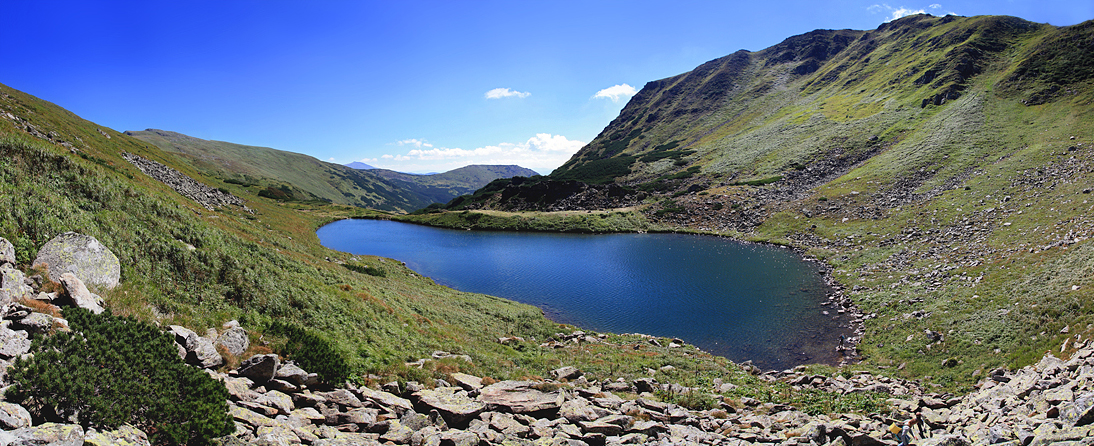
Lac du Brebeneskul.